# Vitrey
Vitrey ist eine französische Gemeinde mit 192 Einwohnern (Stand: 1. Januar 2022) im Département Meurthe-et-Moselle in der Region Grand Est (bis 2015  Lothringen). Sie gehört zum Arrondissement Nancy und zum Kanton Meine au Saintois.

## Geografie
Vitrey liegt etwa 25 Kilometer südsüdwestlich von Nancy in der Landschaft Saintois. Umgeben wird Vitrey von den Nachbargemeinden Goviller im Westen und Norden, Parey-Saint-Césaire im Norden und Nordosten, Hammeville im Osten, Ognéville im Südosten und Süden sowie Lalœuf im Süden und Südwesten.

## Bevölkerungsentwicklung
| Jahr                       | 1962 | 1968 | 1975 | 1982 | 1990 | 1999 | 2006 | 2019 |
| Einwohner                  | 163  | 157  | 128  | 149  | 134  | 171  | 212  | 195  |
| Quellen: Cassini und INSEE |      |      |      |      |      |      |      |      |

## Sehenswürdigkeiten
- Kirche La Nativité de la Vierge (Mariä Geburt)

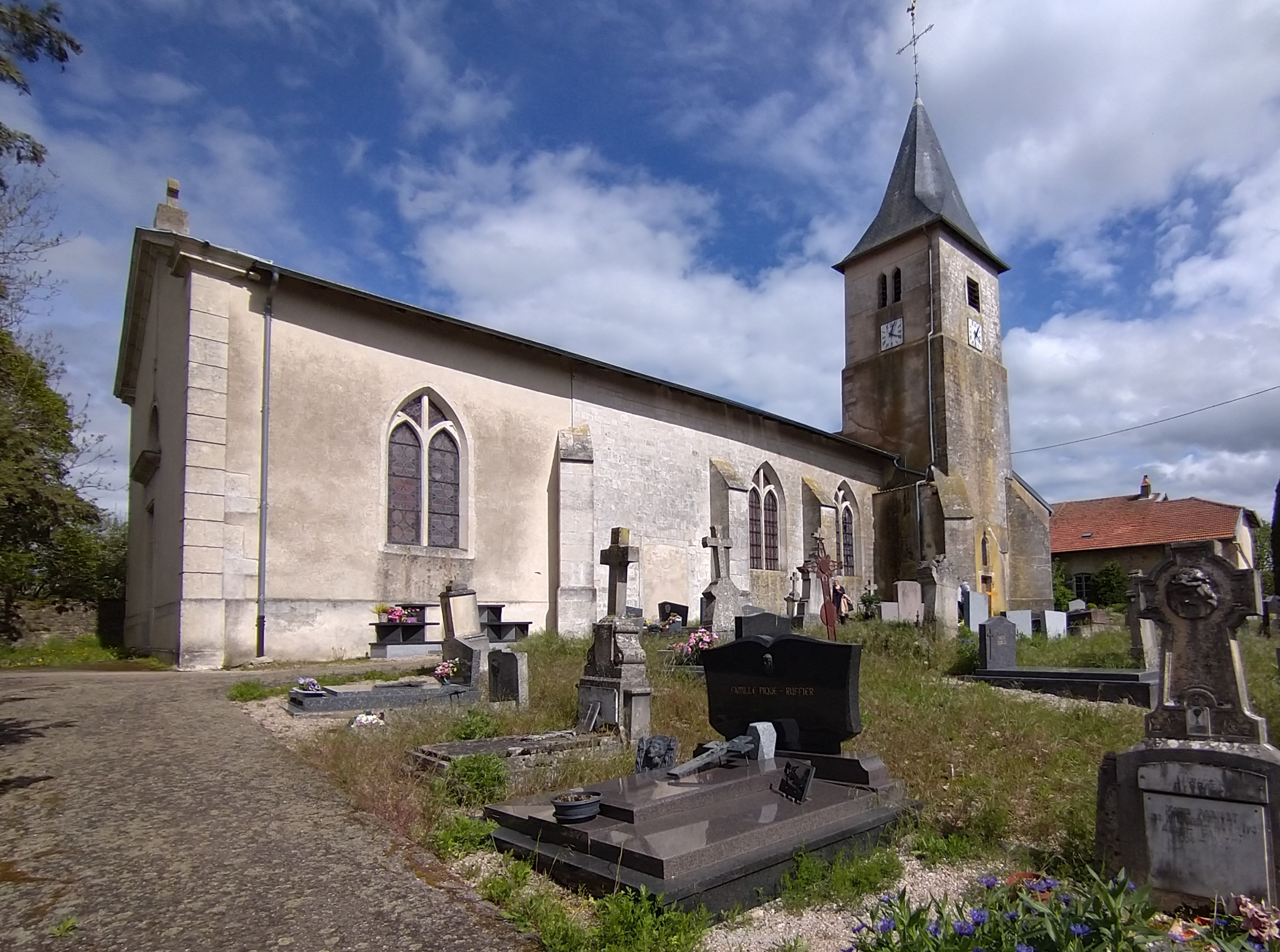
Kirche Mariä Geburt

## Persönlichkeiten
- Henri-Jean Houbaut (1880–1939), Bischof von Bayonne